# 빅토르스 아라이스
빅토르스 아라이스(라트비아어: Viktors Arājs, 1910년 1월 13일 러시아 제국(현재의 라트비아) 발도네(Baldone) ~ 1988년 1월 13일 독일 카셀)는 라트비아의 군인이자 아라이스 의용대(Sonderkommando Arajs)의 지도자였다. 아라이스 의용대는 라트비아 유대인의 약 절반을 학살했다.

## 생애
대장장이로 일하던 라트비아인 아버지와 발트 독일인 어머니 사이에서 태어났다. 옐가바 김나지움 재학 도중에 라트비아 군대에 입대하면서 중퇴했고 1932년부터 1941년까지 리가 라트비아 대학교에서 법학과에 전공했다.
제2차 세계 대전 이 진행 중이던 1941년에 라트비아를 점령한 독일 이 SS국가지도자 보안국 산하 라트비아인 예비 경찰대를 조직했다. 1941년 7월 4일에 창설된 아라이스 의용대(Sonderkommando Arajs)는 500명 ~ 1,000명 정도의 요원이 복무했으며 라트비아, 벨라루스에 거주하던 26,000명의 유대인들을 학살했다.
1945년부터 1949년까지 독일에 설치된 영국군 구치소에 수감되었다. 델멘호르스트 에 주둔하고 있던 영국군 사령부에서 운전사로 근무했고 나중에 함부르크에 위치한 인쇄 회사에서 근무했다. 1979년 12월 21일 독일 함부르크 법원은 1941년 12월 8일 당시에 라트비아의 룸불라 숲(Rumbula)에서 리가 게토에 거주하던 13,000명의 유대인들을 학살한 사건에 가담한 혐의로 아라이스에게 종신형을 선고했다. 1988년 카셀에 위치한 감옥의 독방에서 사망했다.

## 같이 보기
- 알렉산데르 라크
- 카를 린나스
- 오스카르 안겔루스
- 에스토니아 보안 경찰대